# Miltochrista rosacea
Miltochrista rosacea là một loài bướm đêm thuộc phân họ Arctiinae, họ Erebidae.